# ソ・インソク
ソ・インソク（徐 仁錫、1949年2月22日 - ）は大韓民国の俳優。ソウル生まれ。本貫は達城徐氏または大邱徐氏。B型。趣味は水泳、サッカー、ゴルフ。息子ソ・ジャンウォンも俳優である。
幼い頃から演技に興味あり、徐羅伐高校演劇部で演技を始める。中央大学校演劇映画学科卒業後、劇団「実験劇場」に入団。看板俳優として活躍し、スカウトされ、テレビの世界に入る。
1976年、KBS公開採用第3期タレントになる。特に時代劇で活躍し、主役級の役も多い。「太祖王建」のキョンフォン役でKBS演技大賞最優秀演技賞を受賞。

## 出演作品

### テレビドラマ
- 東医宝鑑-ホジュン真実の生涯-（1991年、MBC） - ホ・ジュン役
- 三国記-三国時代の英雄たち-（1992年、KBS）
- 韓明澮 〜朝鮮王朝を導いた天才策士〜（1994年、KBS） - 世祖／首陽大君役
- 宮廷女官キム尚宮（1995年、KBS） - イ・イチョム役
- 愛するあなた（1999年、MBC） - ヒョンジュンの兄役
- 太祖王建（2000年-2002年、KBS） - 甄萱役
- 武人時代（2003年-2004年、KBS） - イ・ウィバン役
- マジック（2004年、SBS） - イ・デヘ役
- 第5共和国（2005年、MBC） - 盧泰愚役
- 心配しないで
- 淵蓋蘇文（2006年-2007年、SBS） - イ・セミン役
- カクテキ-幸せのかくし味（2007年、MBC） - イ・スンヨン役
- 家門の栄光（2008年-2009年、SBS） - ハ・ソクホ役
- 済衆院（チェジュンウォン）（2010年、SBS） - ペク・テヒョン役
- 百済の王 クンチョゴワン（2010年-2011年、KBS） - サフル役
- お願いキャプテン（2012年、SBS） - ホン・ミョンジン役
- 大王の夢（2012年-2013年、KBS） - スクルチョン役
- 鄭道伝（チョン・ドジョン）（2014年、KBS） - チェ・ヨン役
- 秘密と嘘（2018年、MBC） - オ・サンピル役